# Geografía de Texas
La geografía de Texas es muy variada dado el tamaño de este estado de los Estados Unidos. Texas es el segundo estado de los EE. UU. por superficie (tras Alaska) y también población (después de California). Representa el 7% del territorio de EE. UU. y ocupa la parte meridional del centro del país. Comparte frontera con México; al sur, sus estados vecinos son Oklahoma, Luisiana, Arkansas y Nuevo México.
Texas, pertenece a varios grupos regionales: el Cinturón del Sol y el Sur de los Estados Unidos. Con un variado y rico territorio, Texas tiene zonas escasamente pobladas en las que la naturaleza y las actividades agrícolas son dominantes, pero también es una metrópolis internacional. La distribución de la población es desigual y las densidades son altas en el Este. Austin es la capital (la más meridional de las capitales salvo Honolulú), pero las dos principales ciudades son Dallas y Houston.

## Generalidades

### Situación

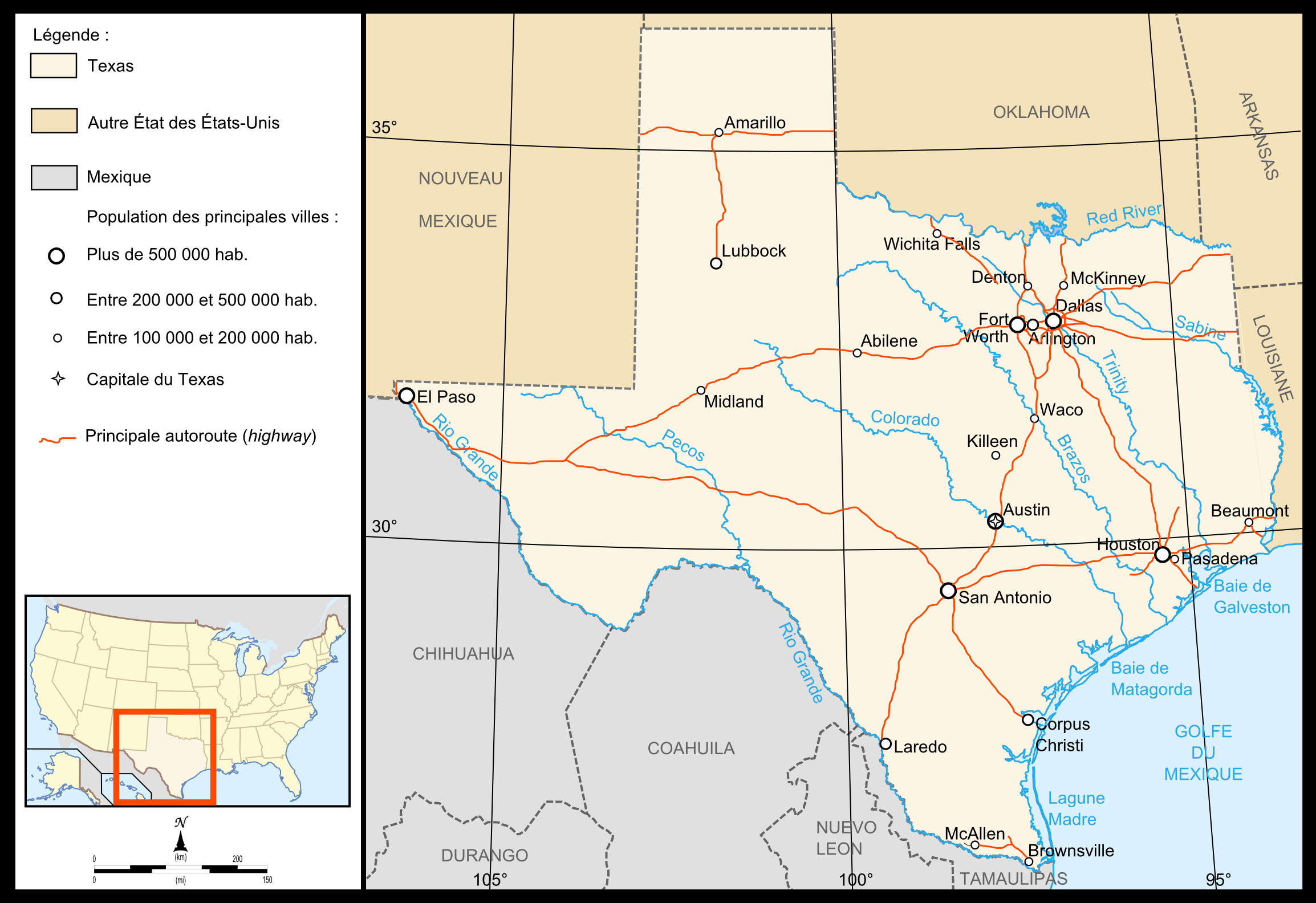
Mapa geográfico de Texas.

El estado de Texas se extiende entre las latitudes 25°50′-36°30′ N, unos 11°, y entre las longitudes 93°31′-106°9′ O, unos 13°. El extremo norte del estado tiene aproximadamente la misma latitud que la ciudad de Túnez, mientras que el extremo sur la tiene igual a Luxor, en Egipto. La ciudad más al oeste es El Paso.
La mayor parte de Texas está en la zona horaria de los estados del centro de Los Ángeles(UTC-6) y solamente la región más occidental (los condados de El Paso y Hudspeth) pertenecen a la zona horaria de las montaña (UTC-7).
El estado tiene frontera internacional con México, en el S-SO, con los estados de Chihuahua, Coahuila, Nuevo León y Tamaulipas. Los estados federales estadounidenses limítrofes con Texas son, por el Este, Luisiana y Arkansas; por el NO, Oklahoma; y, por el Oeste, Nuevo México.
Las fronteras de Texas han sido durante mucho tiempo objeto de disputa entre las potencias coloniales europeas y los Estados Unidos. Hoy en día, varios ríos marcan esas fronteras: el río Grande (río Bravo para los mexicanos) al sur; el río Rojo al norte; y el río Sabine, al Este.
Texas pertenece a varios conjuntos regionales: por su clima y dinamismo económico, al Cinturón del Sol; por su historia y cultura, al Sur de los Estados Unidos; por su pasado y sus relaciones con el país vecino, a la región del golfo de México y Mexamérica.
Con 10 regiones climáticas, 14 regiones de suelo, y 11 regiones ecológicas distintas, la clasificación regional es problemática dadas las diferencias de suelos, topografía, geología, precipitaciones y comunidades vegetales y animales.

### Territorio
Con 696 241 km², Texas es el segundo estado más grande del país (por detrás de Alaska), lo que explica la variedad de paisajes. Es más grande que países como  Birmania (ver Anexo:Entidades geográficas por superficie).
La línea recta más larga que se puede inscribir entre sus fronteras va desde la esquina noroeste del Panhandle hasta el río Grande, justo debajo de Brownsville, 1289 km (muy similar a su anchura, 1244 km). El mayor estado continental es tan extenso que la ciudad de El Paso, en su esquina occidental, está más cerca de San Diego, California, que de Beaumont, cerca de la frontera con Luisiana; Beaumont, a su vez, está más cerca de Jacksonville, Florida, que de El Paso; Texarkana, en el noreste , está, aproximadamente, a igual distancia de Chicago, Illinois, que de El Paso, y Dalhart, en la esquina noroeste, está más cerca de las capitales estatales de Kansas, Colorado, Nuevo México, Oklahoma y Wyoming, que de Austin, su propia capital.
El centro geográfico de Texas se encuentra a unos 24 km al noreste de la ciudad de Brady, en el norte del condado de McCulloch. El pico Guadalupe, 2667 m sobre el nivel del mar, es el punto más alto en Texas y el más bajo es el nivel del mar, en la costa del golfo de México. Texas tiene cinco bosques estatales y 120 parques estatales, que comprenden una superficie de más de 2450 km²).
Hay 15 sistemas fluviales principales y 3700 cursos de agua con nombre, que fluyen a través de 307 385 km por el territorio o las fronteras de Texas. Finalmente, desaguan a través de siete estuarios principales, y en esos ríos hay 212 embalses.

### Subdivisiones
Texas tiene 254 condados, más que cualquier otro estado estadounidense. Cada condado se gobierna por una corte de comisionados (commissioners court) y un juez del condado (county judge). Cada condado tiene una capital (county seat) y un palacio de justicia (courthouse).
El estado de Texas, por residentes, habitualmente se divide en cinco grandes regiones: Norte de Texas, Este de Texas, Texas Central, Sur de Texas y Oeste de Texas (a veces llamado el Panhandle de Texas). Geográficamente, el estado se divide en cuatro grandes regiones geográficas (como hace el Texas Almanac), que desbordan las fronteras del estado: las llanuras costeras del Golfo de México (Gulf Coastal Plains), las planicies del interior (Interior Lowlands), las Grandes Llanuras (Great Plains) y la Gran Cuenca (Basin and Range Province). Esta diferencia entre la geografía humana y la geografía física, es el motivo por el que a Texas se le concedió (y conserva hasta el día de hoy) la prerrogativa de dividirse hasta en cinco estados de EE. UU., y el motivo histórico por el que tiene exactamente cinco regiones.
Algunas regiones de Texas están más vinculadas con el Sur, que con el Suroeste (principalmente el Este, el Centro y el Norte de Texas), mientras que otras regiones comparten más semejanzas con el Suroeste (principalmente el Lejano Oeste y el Sur de Texas). La parte superior del Panhandle es considerada por muchos más afín a las llanuras del Medio Oeste, que al Sur o Suroeste. El tamaño de Texas impide una fácil clasificación de todo el estado en cualquiera de las regiones reconocidos de los Estados Unidos; la diversidad geográfica, económica, e incluso cultural, entre las regiones del estado de Texas se opone a tratar a Texas como una región de propio derecho.

## Geografía física

### Relieve

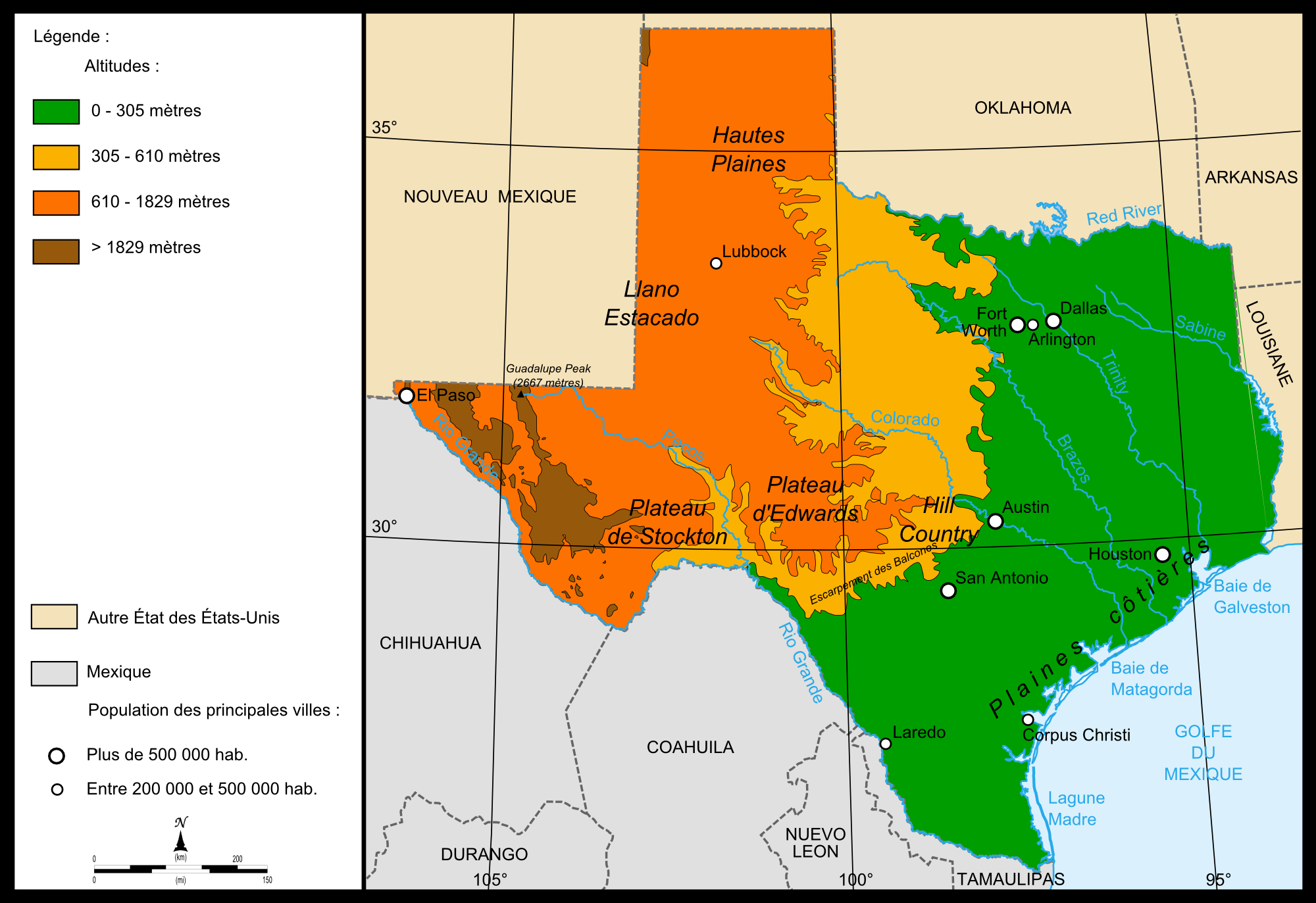
Mapa simplificado del relieve de Texas.

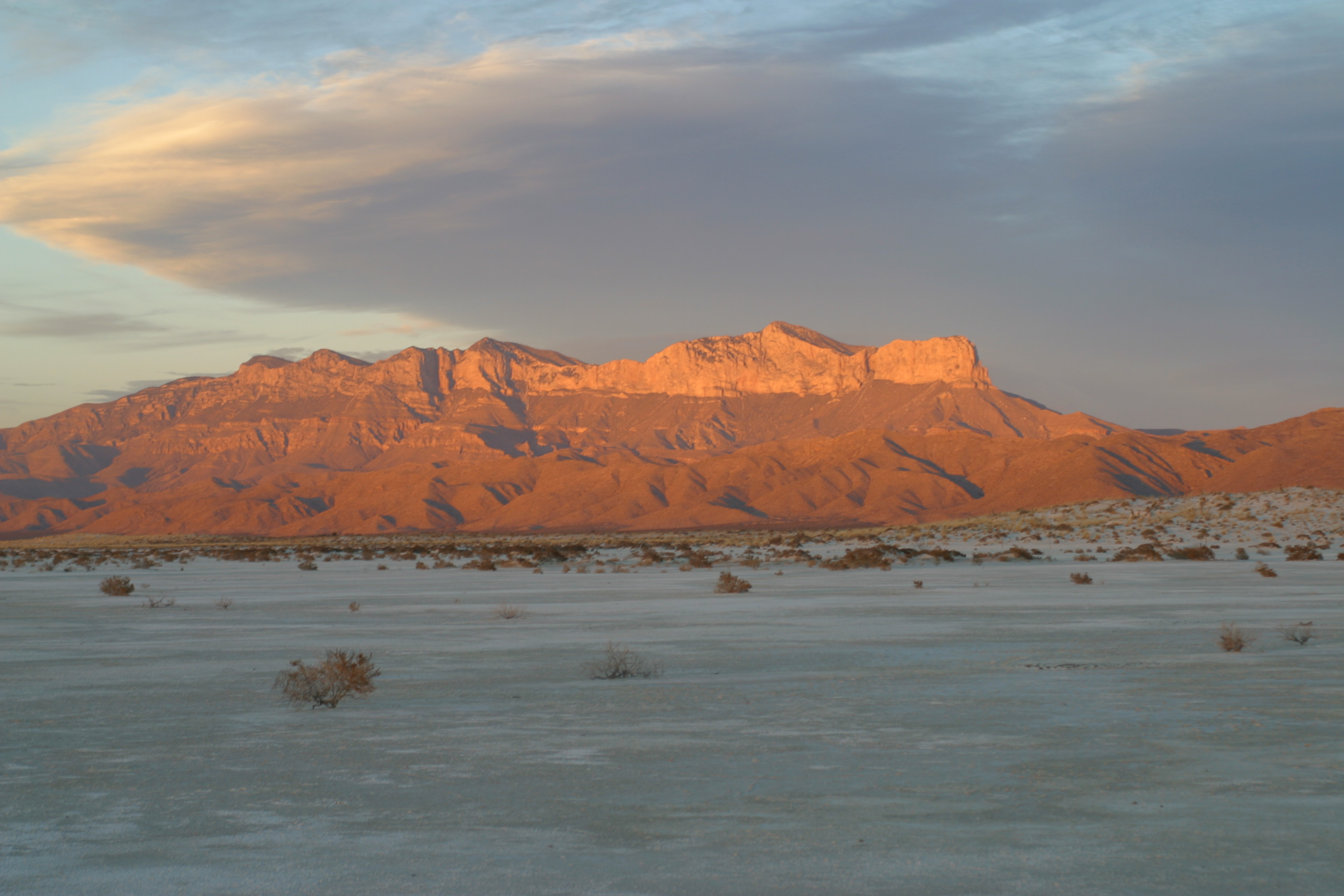
Montañas Guadalupe.

Texas es una zona de transición entre las llanuras del Este de los Estados Unidos y las montañas del Oeste americano. El relieve está organizado en niveles de orientación longitudinal, encontrándose las elevaciones más altas en el Oeste, donde está el punto más alto de Texas, el pico Guadalupe (2667 m). Sin embargo, las llanuras, colinas y mesetas son los relieves dominantes. La altitud media del estado es de 520 m.

Relieve de Texas, con la región occidental más escarpada y la oriental, más llana.

El litoral de Texas, con una longitud de más de 480 kilómetros, comprende muchos estuarios y bahías (laguna Madre, bahía de Corpus Christi, bahía de Matagorda, bahía de Galveston). Las costas bajas están prácticamente al mismo nivel que el mar, lo que las hace vulnerables al paso de tormentas y huracanes en verano. Entre las muchas islas que salpican la costa de Texas, la isla del Padre, al sur, es la más larga (209,2 km) y grande (541,9 km²).
Detrás de la línea de costa se encuentra un conjunto de llanuras y colinas al este de Texas y al norte del golfo de México. Se extiende hacia el este hasta Florida. Se caracteriza por sus bajas altitudes (menos de 300 m) y un relieve relativamente llano o suavemente ondulado, favorable a las actividades humanas.
En el centro de Texas hay una franja meridional de relieve más elevado, constituida por regiones que difieren en geología y clima. Al sur se encuentra la región de las colinas de Texas (Texas Hill Country), cuyo paisaje de colinas se encuentra al sur del escarpamiento de Balcones; representa una zona de transición entre las Grandes Llanuras y las llanuras costeras. La meseta de Edwards tiene una topografía cárstica y está relacionada con las Grandes Llanuras.
En el extremo norte de Texas, el Panhandle está compuesto por llanuras y mesetas altas disectadas por quebradas como el cañón de Palo Duro, el 2.º de los EE. UU. por su tamaño, después del cañón del Colorado. La región se extiende al sur del Llano Estacado, considerada una de las mesas más grande de América del Norte.
El Trans-Pecos es el sector más compartimentado y el más alto: comporta siete picos de más de 2400 m de altitud. Las numerosas cadenas montañosas del oeste están vinculadas a un conjunto geomorfológico que corre a lo largo de la frontera mexicana desde Arizona, y no a las Montañas Rocosas propiamente dichas. Encuadran las cuencas y mesetas áridas o semiáridas. La sierra de Guadalupe es las más alta de todas estas cadenas sucesivas.

### Geología
El afloramiento más antiguo de Texas es el levantamiento del Llano (Llano Uplift), ubicado en el centro de la región de las colinas de Texas (Texas Hill Country): estas rocas graníticas del Precámbrica, que datan de alrededor de mil cien millones de años, son los restos de una antigua cordillera erosionada. El sitio más conocido de Texas es la Roca Encantada (Enchanted Rock). Al final del Paleozoico (290 millones de años), la colisión de América del Norte y América del Sur dio a luz a una cadena montañosa (orogenia de Ouachita durante el Pennsylvanico), cuyos restos todavía son visibles en las Montañas Maratón, situadas entre las cadenas del Oeste y la meseta de Edwards. Fue también durante ese período cuando se formó el Escarpe Balcones. En el Pérmico, hace alrededor de 280 millones de años, las montañas Ouachita estaban bordeadas por mares interiores en el Oeste, en el fondo de los que se depositaron microorganismos, minerales y sedimentos de la erosión. Estos depósitos fueron posteriormente cubiertos por capas de sedimentos y se han transformado lentamente en petróleo (cuenca pérmica en la región de los Midland y Odessa). Las rocas sedimentarias del Pérmico son visibles en el cañón Palo Duro, en el Norte de Texas, y también en el parque nacional de las Montañas de Guadalupe. La apertura del Golfo de México en el Mesozoico a partir de un rift en el Sur de las montañas Ouachita tuvo un gran impacto sobre la geomorfología de Texas. Grandes cantidades de sal y piedra caliza se depositaron bajo la actual llanura costera en el Jurásico, cuando se formaron los primeros mares poco profundos. La acumulación de capas sedimentarias en el Cretácico es la fuente de la Meseta de Edwards.
A partir de finales del Cenozoico, el levantamiento del Oeste Americano condujo a la formación de las Montañas Rocosas, las cordilleras y cuencas colapsadas en el Transpecos. El Eoceno y el Oligoceno se caracterizaron por una intensa actividad volcánica en esta región.
Desde mediados del Terciario al Cuaternario, los altiplanos fueron cubiertos progresivamente con los sedimentos arrastrados por los cursos de agua de las Montañas Rocosas situadas más al oeste. El levantamiento de las Rocosas, el encajamiento de los cursos de agua y la erosión dieron lugar igualmente a los cañones, como el de Palo Duro, y a los escarpes (Caprock, Mascalero). La mayoría de los valles se excavaron a partir del Pleistoceno, dando a la geología del interior de Texas su estado actual.
También en el Terciario se formó la llanura costera por la acumulación de sedimentos de lodo y arena. Cuando el mar se retiró a principios de Cenozoico, el litoral actual de Texas comenzó a dibujarse y la llanura costera, compuesta por capas sedimentarias muy gruesas, apareció gradualmente.
Texas nunca ha estado afectada por temblores de tierra violentos: el de Valentíne, el 16 de agosto de 1931, fue uno de los más importantes, pero no causó daños materiales. Las regiones con mayor riesgo sísmico son los Transpecos y, en menor medida, el norte del estado.

### Clima

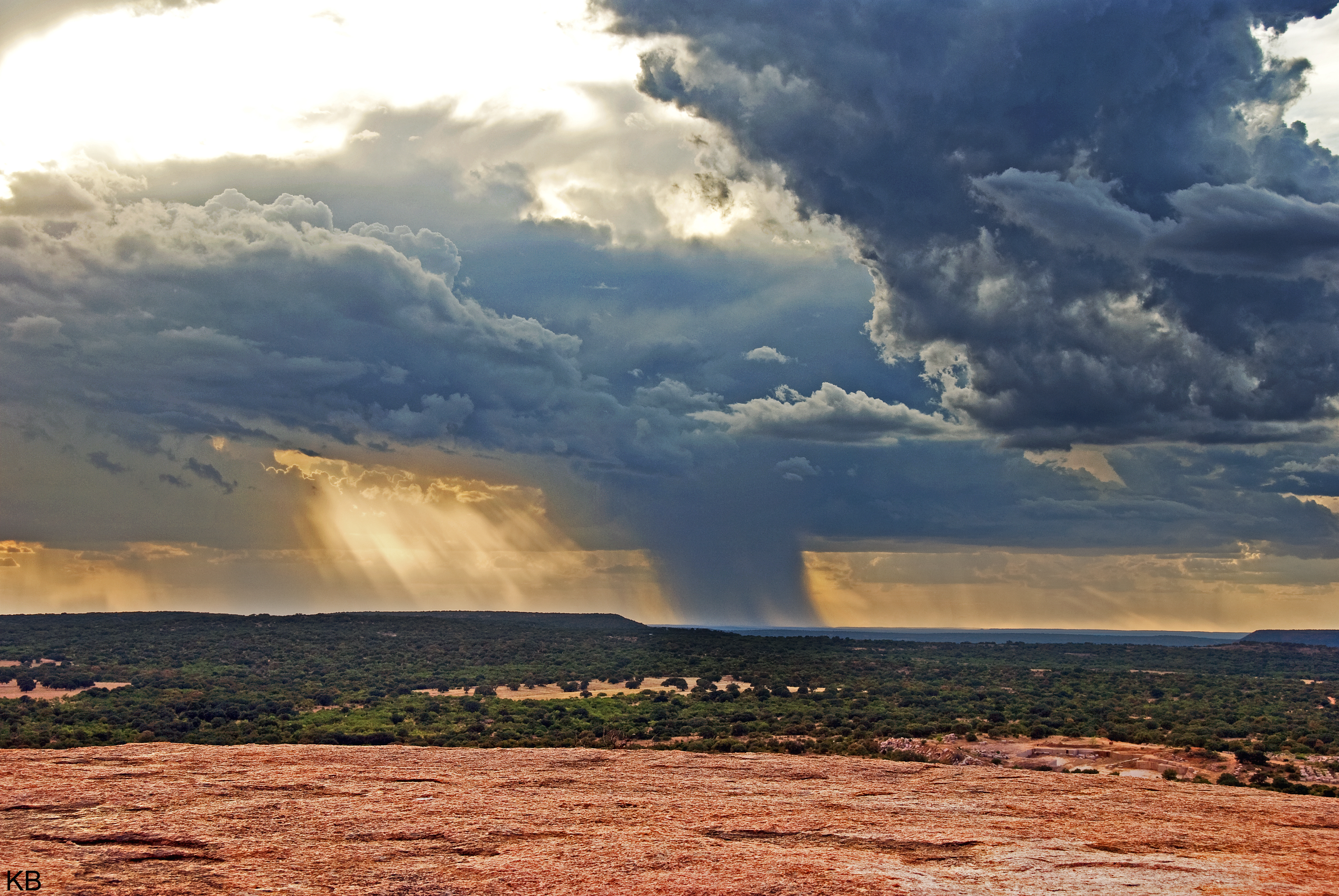
Tormenta en la Roca Encantada.

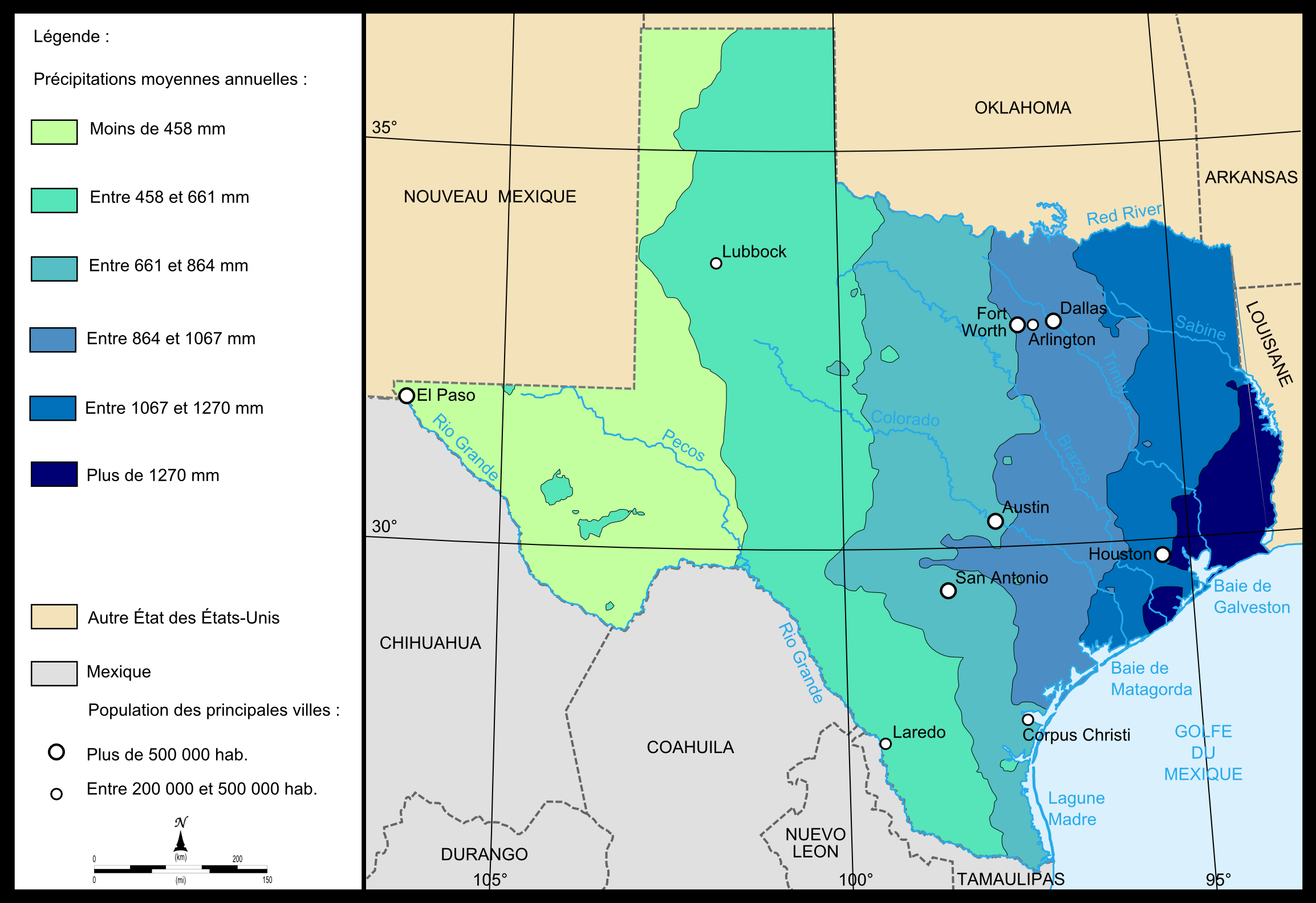
Mapa de las precipitaciones anuales.

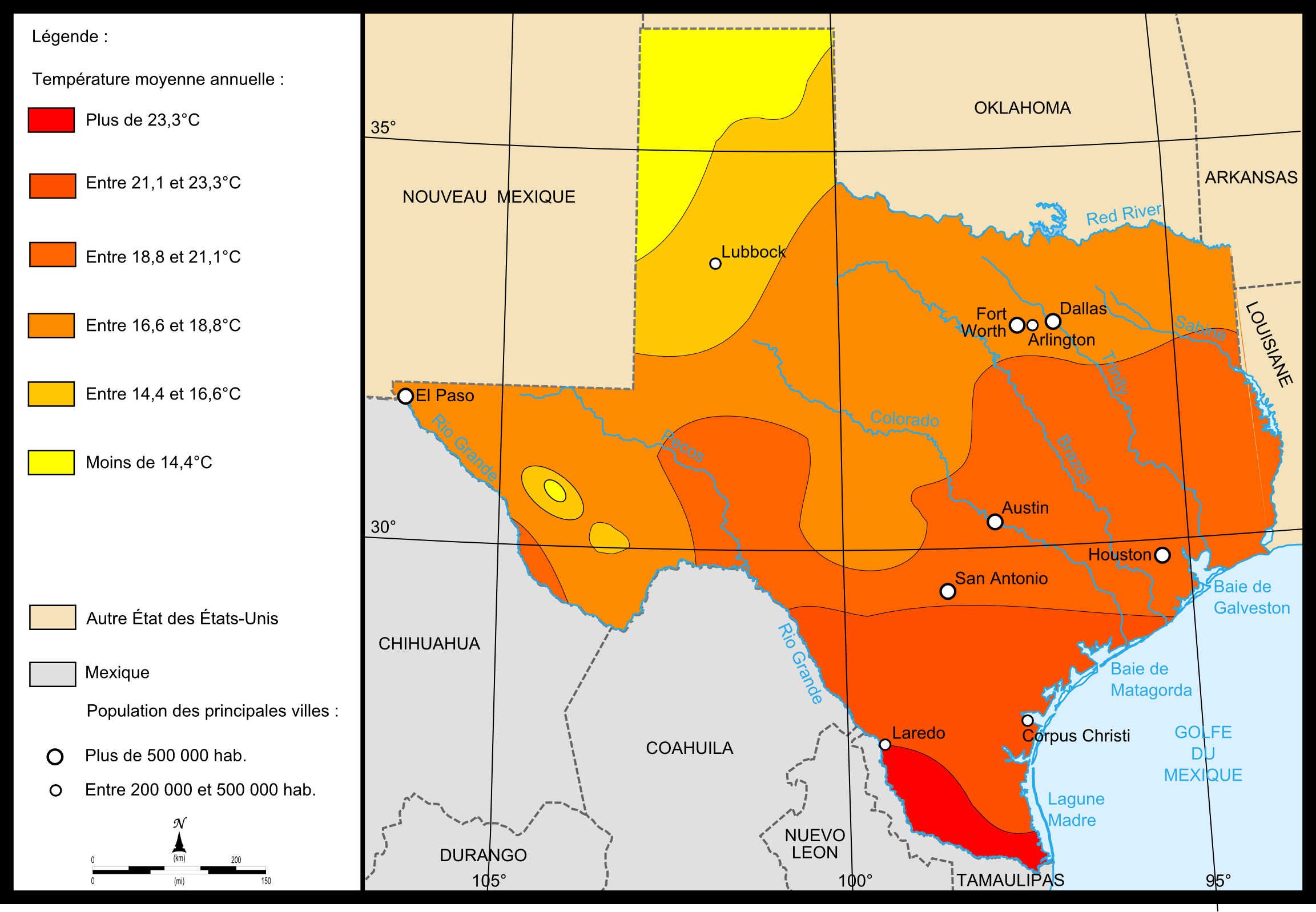
Mapa de las temperaturas medias anuales.

Debido a su tamaño, Texas se caracteriza por una gran diversidad de climas en los que las precipitaciones y las temperaturas varían con la latitud y la altitud. Las precipitaciones están comprendidas entre los 1538,5 mm del Condado de Jasper, al este, y los 239,5 mm en El Paso, en el oeste. La temperatura más calurosa registrada fue de 49 °C, el 12 de agosto de 1936, en Seymour, y el 28 de junio de 1994, en Monahans. El registro más frío (-31 °C) se midió en Tulia el 12 de febrero de 1899 y en Seminole 8 de febrero de 1933.
El Sudeste de Texas se encuentra en un clima subtropical húmedo (Cfa en la clasificación de Köppen, por debajo de la estación de Houston), y tiene una vegetación similar a la vecina Luisiana. Las precipitación superan los 1000 mm por año y se distribuyen con bastante regularidad durante todo el año, con un máximo en el verano en la costa. La temperatura media anual es superior a los 15 °C. Los veranos son calurosos y húmedos, y los inviernos frescos. La amplitud térmica anual es relativamente elevada, especialmente en las zonas del interior. Entre mayo y septiembre, estas regiones se ven afectadas por las tormentas y huracanes que causan grandes daños. El verano es caliente y húmedo debido al aumento de aire tropical del Golfo de México.
El oeste es con diferencia más árido (véase la estación de El Paso a continuación). La mayor parte del estado pertenece a la región natural de las Grandes Llanuras. Al norte, las tormentas de nieve pueden paralizar las redes de transporte en invierno. El noroeste recibe aproximadamente 58 cm de nieve por año.

Climas variados de tres ciudades principales de Texas
Houston
Dallas
El Paso

Houston
Dallas
El Paso

| Parámetros climáticos promedio de Houston | Parámetros climáticos promedio de Houston | Parámetros climáticos promedio de Houston | Parámetros climáticos promedio de Houston | Parámetros climáticos promedio de Houston | Parámetros climáticos promedio de Houston | Parámetros climáticos promedio de Houston | Parámetros climáticos promedio de Houston | Parámetros climáticos promedio de Houston | Parámetros climáticos promedio de Houston | Parámetros climáticos promedio de Houston | Parámetros climáticos promedio de Houston | Parámetros climáticos promedio de Houston | Parámetros climáticos promedio de Houston |
| Mes                                       | Ene.                                      | Feb.                                      | Mar.                                      | Abr.                                      | May.                                      | Jun.                                      | Jul.                                      | Ago.                                      | Sep.                                      | Oct.                                      | Nov.                                      | Dic.                                      | Anual                                     |
| ----------------------------------------- | ----------------------------------------- | ----------------------------------------- | ----------------------------------------- | ----------------------------------------- | ----------------------------------------- | ----------------------------------------- | ----------------------------------------- | ----------------------------------------- | ----------------------------------------- | ----------------------------------------- | ----------------------------------------- | ----------------------------------------- | ----------------------------------------- |
| Temp. máx. abs. (°C)                      | 31                                        | 33                                        | 36                                        | 35                                        | 37                                        | 42                                        | 41                                        | 43                                        | 43                                        | 37                                        | 32                                        | 29                                        | 43                                        |
| Temp. máx. media (°C)                     | 17.1                                      | 19.0                                      | 22.7                                      | 26.4                                      | 30.1                                      | 32.9                                      | 34.3                                      | 34.6                                      | 32.0                                      | 27.7                                      | 22.4                                      | 17.9                                      | 26.4                                      |
| Temp. media (°C)                          | 11.7                                      | 13.6                                      | 17.1                                      | 20.9                                      | 25.0                                      | 28.0                                      | 29.1                                      | 29.2                                      | 26.6                                      | 22.0                                      | 16.9                                      | 12.5                                      | 21.1                                      |
| Temp. mín. media (°C)                     | 5.8                                       | 7.7                                       | 11.0                                      | 14.9                                      | 19.4                                      | 22.6                                      | 23.6                                      | 23.4                                      | 20.6                                      | 15.7                                      | 10.8                                      | 6.6                                       | 15.2                                      |
| Temp. mín. abs. (°C)                      | -15                                       | -14                                       | -6                                        | -1                                        | 7                                         | 11                                        | 17                                        | 12                                        | 7                                         | -2                                        | -7                                        | -14                                       | -15                                       |
| Precipitación total (mm)                  | 85.9                                      | 81                                        | 86.6                                      | 84.1                                      | 129.3                                     | 150.6                                     | 96.3                                      | 95.5                                      | 104.6                                     | 144.5                                     | 110.2                                     | 95                                        | 1263.9                                    |
| Días de precipitaciones (≥ 1 mm)          | 9.6                                       | 9.2                                       | 8.8                                       | 6.8                                       | 8.0                                       | 10.6                                      | 9.1                                       | 8.3                                       | 8.0                                       | 7.9                                       | 8.2                                       | 9.5                                       | 104                                       |
| Horas de sol                              | 142.6                                     | 155.4                                     | 192.2                                     | 210.0                                     | 248.0                                     | 282.0                                     | 294.5                                     | 269.7                                     | 237.0                                     | 229.4                                     | 168.0                                     | 148.8                                     | 2577.6                                    |
| Fuente: NOAA normalidades de 1981-2010    |                                           |                                           |                                           |                                           |                                           |                                           |                                           |                                           |                                           |                                           |                                           |                                           |                                           |

| Parámetros climáticos promedio de Dallas (Aeropuerto de Love Field) | Parámetros climáticos promedio de Dallas (Aeropuerto de Love Field) | Parámetros climáticos promedio de Dallas (Aeropuerto de Love Field) | Parámetros climáticos promedio de Dallas (Aeropuerto de Love Field) | Parámetros climáticos promedio de Dallas (Aeropuerto de Love Field) | Parámetros climáticos promedio de Dallas (Aeropuerto de Love Field) | Parámetros climáticos promedio de Dallas (Aeropuerto de Love Field) | Parámetros climáticos promedio de Dallas (Aeropuerto de Love Field) | Parámetros climáticos promedio de Dallas (Aeropuerto de Love Field) | Parámetros climáticos promedio de Dallas (Aeropuerto de Love Field) | Parámetros climáticos promedio de Dallas (Aeropuerto de Love Field) | Parámetros climáticos promedio de Dallas (Aeropuerto de Love Field) | Parámetros climáticos promedio de Dallas (Aeropuerto de Love Field) | Parámetros climáticos promedio de Dallas (Aeropuerto de Love Field) |
| Mes                                                                 | Ene.                                                                | Feb.                                                                | Mar.                                                                | Abr.                                                                | May.                                                                | Jun.                                                                | Jul.                                                                | Ago.                                                                | Sep.                                                                | Oct.                                                                | Nov.                                                                | Dic.                                                                | Anual                                                               |
| ------------------------------------------------------------------- | ------------------------------------------------------------------- | ------------------------------------------------------------------- | ------------------------------------------------------------------- | ------------------------------------------------------------------- | ------------------------------------------------------------------- | ------------------------------------------------------------------- | ------------------------------------------------------------------- | ------------------------------------------------------------------- | ------------------------------------------------------------------- | ------------------------------------------------------------------- | ------------------------------------------------------------------- | ------------------------------------------------------------------- | ------------------------------------------------------------------- |
| Temp. máx. abs. (°C)                                                | 35                                                                  | 35                                                                  | 37                                                                  | 37                                                                  | 39                                                                  | 44                                                                  | 44                                                                  | 46                                                                  | 42                                                                  | 38                                                                  | 33                                                                  | 32                                                                  | 46                                                                  |
| Temp. máx. media (°C)                                               | 12.3                                                                | 14.9                                                                | 19.9                                                                | 24.6                                                                | 28.3                                                                | 33.3                                                                | 35.8                                                                | 35.7                                                                | 31.0                                                                | 25.8                                                                | 19.3                                                                | 14.2                                                                | 24.9                                                                |
| Temp. media (°C)                                                    | 8.3                                                                 | 10.6                                                                | 14.8                                                                | 19.2                                                                | 23.8                                                                | 27.9                                                                | 30.2                                                                | 30.3                                                                | 26.1                                                                | 20.2                                                                | 14.1                                                                | 8.9                                                                 | 19.5                                                                |
| Temp. mín. media (°C)                                               | 2.9                                                                 | 5.1                                                                 | 9.2                                                                 | 13.4                                                                | 18.6                                                                | 22.7                                                                | 24.8                                                                | 24.9                                                                | 20.6                                                                | 14.6                                                                | 8.7                                                                 | 3.6                                                                 | 14.1                                                                |
| Temp. mín. abs. (°C)                                                | −17                                                                 | −17                                                                 | −11                                                                 | −2                                                                  | 2                                                                   | 9                                                                   | 14                                                                  | 13                                                                  | 4                                                                   | −3                                                                  | −9                                                                  | −17                                                                 | −17                                                                 |
| Precipitación total (mm)                                            | 52.3                                                                | 65.8                                                                | 88.6                                                                | 78.0                                                                | 125.0                                                               | 104.4                                                               | 56.1                                                                | 47.5                                                                | 72.1                                                                | 121.7                                                               | 73.2                                                                | 69.6                                                                | 954.3                                                               |
| Nevadas (cm)                                                        | 1.3                                                                 | 1.5                                                                 | 0.3                                                                 | 0.0                                                                 | 0.0                                                                 | 0.0                                                                 | 0.0                                                                 | 0.0                                                                 | 0.0                                                                 | 0.0                                                                 | 0.0                                                                 | 0.8                                                                 | 3.8                                                                 |
| Días de precipitaciones (≥ 0.25 mm)                                 | 6.7                                                                 | 6.5                                                                 | 7.8                                                                 | 6.6                                                                 | 9.5                                                                 | 7.9                                                                 | 4.8                                                                 | 4.5                                                                 | 5.4                                                                 | 7.6                                                                 | 6.7                                                                 | 6.8                                                                 | 80.8                                                                |
| Días de nevadas (≥ 0.25 cm)                                         | 0.5                                                                 | 0.4                                                                 | 0.2                                                                 | 0.0                                                                 | 0.0                                                                 | 0.0                                                                 | 0.0                                                                 | 0.0                                                                 | 0.0                                                                 | 0.0                                                                 | 0.1                                                                 | 0.3                                                                 | 1.5                                                                 |
| Horas de sol                                                        | 182.9                                                               | 180.8                                                               | 226.3                                                               | 237.0                                                               | 257.3                                                               | 297.0                                                               | 331.7                                                               | 303.8                                                               | 246.0                                                               | 229.4                                                               | 183.0                                                               | 173.6                                                               | 2848.8                                                              |
| Fuente n.º 1: NOAA (normales 1981-2010)                             |                                                                     |                                                                     |                                                                     |                                                                     |                                                                     |                                                                     |                                                                     |                                                                     |                                                                     |                                                                     |                                                                     |                                                                     |                                                                     |
| Fuente n.º 2: Observatorio de Hong Kong (sol 1961-1990)             |                                                                     |                                                                     |                                                                     |                                                                     |                                                                     |                                                                     |                                                                     |                                                                     |                                                                     |                                                                     |                                                                     |                                                                     |                                                                     |

| Parámetros climáticos promedio de El Paso (1981-2011) | Parámetros climáticos promedio de El Paso (1981-2011) | Parámetros climáticos promedio de El Paso (1981-2011) | Parámetros climáticos promedio de El Paso (1981-2011) | Parámetros climáticos promedio de El Paso (1981-2011) | Parámetros climáticos promedio de El Paso (1981-2011) | Parámetros climáticos promedio de El Paso (1981-2011) | Parámetros climáticos promedio de El Paso (1981-2011) | Parámetros climáticos promedio de El Paso (1981-2011) | Parámetros climáticos promedio de El Paso (1981-2011) | Parámetros climáticos promedio de El Paso (1981-2011) | Parámetros climáticos promedio de El Paso (1981-2011) | Parámetros climáticos promedio de El Paso (1981-2011) | Parámetros climáticos promedio de El Paso (1981-2011) |
| Mes                                                   | Ene.                                                  | Feb.                                                  | Mar.                                                  | Abr.                                                  | May.                                                  | Jun.                                                  | Jul.                                                  | Ago.                                                  | Sep.                                                  | Oct.                                                  | Nov.                                                  | Dic.                                                  | Anual                                                 |
| ----------------------------------------------------- | ----------------------------------------------------- | ----------------------------------------------------- | ----------------------------------------------------- | ----------------------------------------------------- | ----------------------------------------------------- | ----------------------------------------------------- | ----------------------------------------------------- | ----------------------------------------------------- | ----------------------------------------------------- | ----------------------------------------------------- | ----------------------------------------------------- | ----------------------------------------------------- | ----------------------------------------------------- |
| Temp. máx. abs. (°C)                                  | 26                                                    | 30                                                    | 34                                                    | 37                                                    | 41                                                    | 48                                                    | 44                                                    | 42                                                    | 40                                                    | 36                                                    | 31                                                    | 27                                                    | 48                                                    |
| Temp. máx. media (°C)                                 | 12.3                                                  | 15.2                                                  | 19.0                                                  | 23.7                                                  | 28.8                                                  | 33.3                                                  | 33.4                                                  | 31.9                                                  | 29.4                                                  | 24.0                                                  | 17.2                                                  | 12.4                                                  | 23.4                                                  |
| Temp. media (°C)                                      | 6.0                                                   | 7.9                                                   | 11.3                                                  | 15.6                                                  | 20.6                                                  | 24.9                                                  | 25.7                                                  | 24.7                                                  | 21.9                                                  | 16.7                                                  | 10.3                                                  | 6.4                                                   | 16                                                    |
| Temp. mín. media (°C)                                 | −0.3                                                  | 0.7                                                   | 3.6                                                   | 7.3                                                   | 12.4                                                  | 16.6                                                  | 17.9                                                  | 17.4                                                  | 14.5                                                  | 9.3                                                   | 3.4                                                   | −0.6                                                  | 8.5                                                   |
| Temp. mín. abs. (°C)                                  | −18                                                   | −27                                                   | −10                                                   | −5                                                    | −1                                                    | 8                                                     | 13                                                    | 11                                                    | 5                                                     | −4                                                    | −17                                                   | −21                                                   | −27                                                   |
| Precipitación total (mm)                              | 12.7                                                  | 13.7                                                  | 9.7                                                   | 8.9                                                   | 11.9                                                  | 24.9                                                  | 64.0                                                  | 62.5                                                  | 38.9                                                  | 26.2                                                  | 13.2                                                  | 19.3                                                  | 305.9                                                 |
| Nevadas (cm)                                          | 7.4                                                   | 2.3                                                   | 1.3                                                   | 1.0                                                   | 0                                                     | 0                                                     | 0                                                     | 0                                                     | 0                                                     | 0.5                                                   | 0.5                                                   | 7.9                                                   | 20.8                                                  |
| Días de precipitaciones (≥ 0.25 mm)                   | 3.4                                                   | 3.2                                                   | 2.4                                                   | 1.7                                                   | 2.1                                                   | 4.0                                                   | 7.6                                                   | 9.3                                                   | 4.3                                                   | 4.0                                                   | 2.9                                                   | 4.2                                                   | 49.1                                                  |
| Días de nevadas (≥ 0.25 cm)                           | 1.3                                                   | 0.6                                                   | 0.3                                                   | 0.1                                                   | 0                                                     | 0                                                     | 0                                                     | 0                                                     | 0                                                     | 0.2                                                   | 0.2                                                   | 1.3                                                   | 4                                                     |
| Horas de sol                                          | 244                                                   | 243                                                   | 259                                                   | 288                                                   | 316                                                   | 330                                                   | 345                                                   | 339                                                   | 322                                                   | 275                                                   | 269                                                   | 255                                                   | 3485                                                  |
| Fuente: NOAA                                          |                                                       |                                                       |                                                       |                                                       |                                                       |                                                       |                                                       |                                                       |                                                       |                                                       |                                                       |                                                       |                                                       |

### Hidrografía

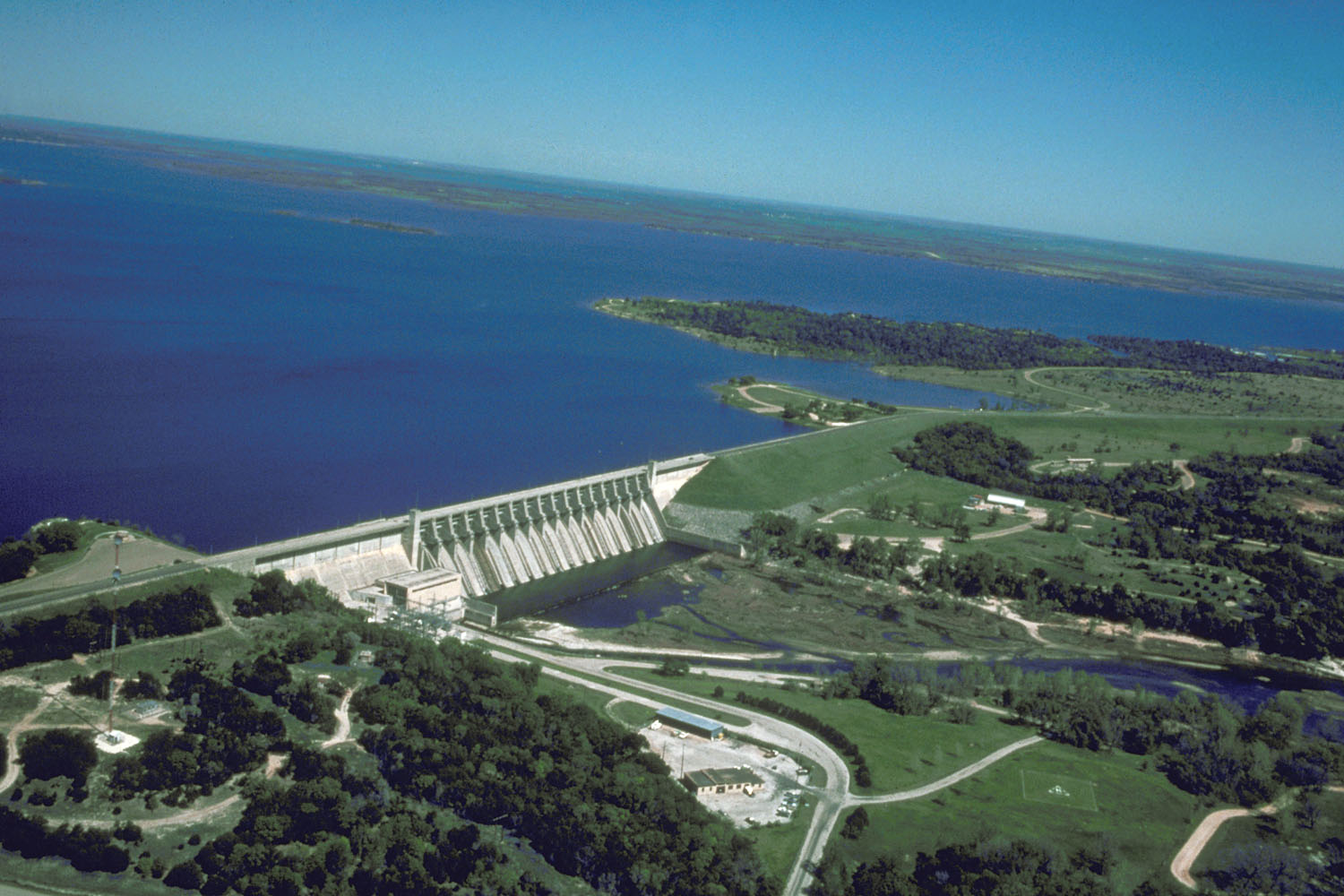
El lago Withney, en el río Brazos, condados de Bosque y de Hill.

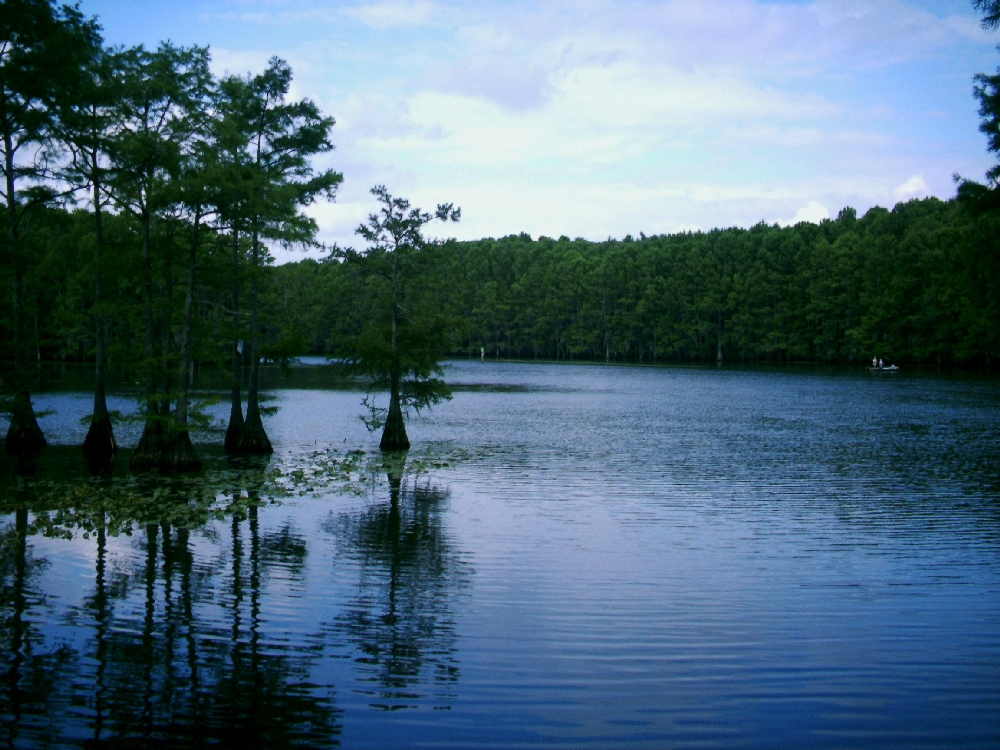
Lago Caddo.

Unos 3700 ríos y 15 sistemas fluviales, con un total de 307 385 kilómetros riegan Texas. La mayoría de los ríos tiene orientación Noroeste-Sureste.
Todos los ríos del estado desembocan en el golfo de México, bien directamente o a través de otros ríos. De los 10 ríos más largos cuatro son afluentes (el río Pecos desemboca en el río Grande; el río Rojo en el río Misisipi; y los ríos Sabine y Neches desaguan en el lago Sabine, un estuario que conecta con el golfo de México por el paso Sabine). El río Canadian es un afluente de un afluente, dado que desemboca en el río Arkansas, a su vez afluente del Misisipi.
El río Grande tiene una longitud de 3034 km, de los que 2018 km corresponden a la frontera entre Estados Unidos y México. En Texas, su principal afluente es el río Pecos (1490 km en total desde Nuevo México). Con 607 000 km², la cuenca del río Grande es una de los más grandes del Oeste estadounidense e incluye algunos estados del Suroeste de Estados Unidos y del norte de México. El río forma un delta en su desembocadura en el golfo de México.
El río Brazos es el río más grande que discurre íntegramente en el territorio de Texas, con una longitud de 2060 km, que lo convierten en el undécimo de los Estados Unidos. Su cuenca hidrográfica abarca unos 116 000 km². El río Colorado tiene su origen cerca de Lamesa (Texas), a través de la ciudad de Austin y cubre alrededor del 1380 km. Otros ríos importantes de Texas son el río Sabine (893 km), el río Trinidad (885 km), el río Neches (669 km) y el río Nueces (507 km), todos ellos ríos primarios que desembocan en el golfo de México.
El estado también está recorrido por varios afluentes del Misisipi: el río Rojo forma la frontera norte de Texas. Tiene 2190 km de largo, con  1030 km de la frontera de Texas. El río Canadian desagua en el río Arkansas, un afluente del Misisipi, y desemboca en el Panhandle. Por último, en la zona del árido oeste, hay algunos ríos estacionales.
Los ríos y sus afluentes representan un interés económico en Texas y están sujetos a la competencia entre la agricultura, la industria, el transporte y las zonas urbanas. El estado de Texas tiene muchos canales.
El principal lago de Texas es el lago Caddo, al Este (103 km²). Varias embalses han sido construidos en el río Colorado, como los de Buchanan (90,4 km²), Travis (77 km²) o Austin (6,5 km²). En total, hay más de 180 lagos y embalses, que se encuentran principalmente en el este.
Las infiltración de agua en la piedra caliza de Texas han provocado la formación de numerosas cuevas y cavernas en muchas áreas, especialmente en el terreno cárstico de la Meseta de Edwards (Inner Space Cavern, Natural Bridge Cavern, Wonder Cave). El acuífero Edwards cubre aproximadamente 10 300 km² y proporciona agua a más de 2 millones de personas. El agua surge al pie de la meseta en forma de un resurgimiento que permitieron la creación de muchas ciudades. Hay una capa de agua fréatico en el borde del Llano Estacado, gestionado por los agricultores.

## Vegetación y fauna
En 1906, el gobernador de Texas, Stephen James Hogg hizo de la pacana el árbol símbolo de Texas.
Un centenar de especies de mamíferos son originarios de Texas, al igual que un centenar de especies de serpientes, de las que las más peligrosas son los crótalos y el mocasin de agua.
Unas 550 especies de aves han sido avistadas en Texas, casi las tres cuartas partes de las especies que pueden observarse en los EE. UU. La grulla blanca hiberna en la costa sur. Muchas especies están protegidas: el bisonte, el oso negro americano, puma, berrendo, especialmente el lobo rojo.

## Regiones naturales

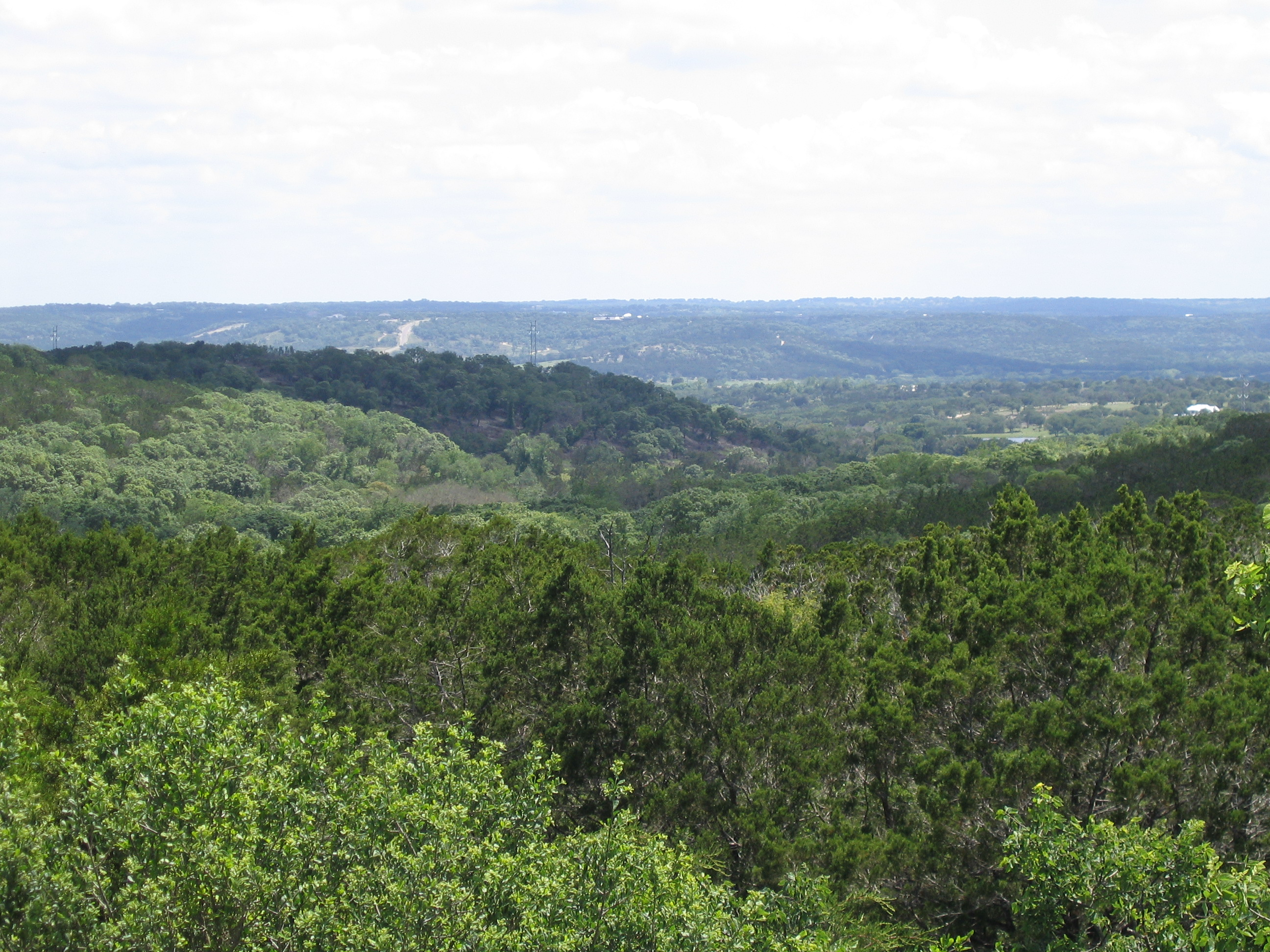
Texas Hill Country.

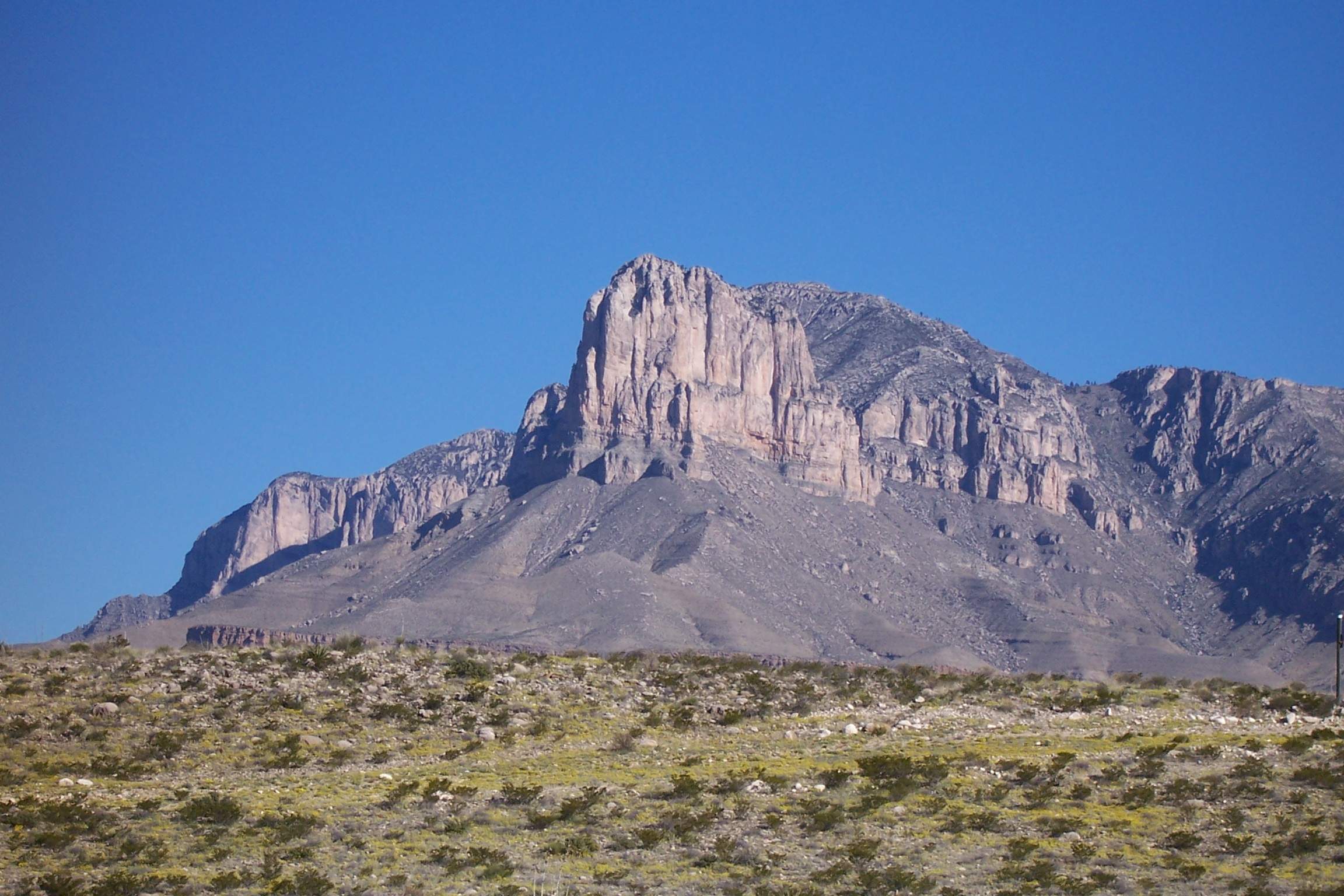
El Capitán.

### Llanuras costeras
La llanura costera (Gulf Coastal Plains) se extiende al sur de Texas, entre el Golfo de México y la falla Balcones. Esta zona se caracteriza por la baja altura y es relativamente plana. El clima es subtropical con una media anual de precipitaciones de entre 500 y 1 500 mm, desde el interior a la costa.
La costa de Texas tiene muchas bahías y estuarios (laguna Madre, bahía de Corpus Christi, bahía de Matagorda, bahía de Galveston). La costa tiene diversos medios y una rica biodiversidad: lagunas protegida por islas, marismas, pantanos, dunas y praderas. Hay muchas reservas naturales, como el Refugio Nacional de Vida Silvestre de Aransas (Aransas National Wildlife Refuge), la reserva Nacional de la gran Espesura (Big Thicket National Preserve) y la Ribera Nacional isla Padre (Padre Island National Seashore).

### Pinares Orientales
Región vecina de la de Luisiana, de bosque de pinos de los pantanos, pinos de Trochet (Pinus echinata), pino de los incienso (Pinus taeda).

### Tierras bajas interiores
Las tierras bajas interiores (Interior Lowlands) están entre el escarpe Caprock, al oeste, la meseta de Edwards, al sur y la Cruz Maderas, al Este. El promedio anual de precipitaciones varía entre 889 y 1270 mm. El terreno consiste en colinas cubiertas de bosques de roble, olmo y nogal. La naturaleza de los suelos es diversa (arena, arcilla, esquisto). La única reserva natural es sólo el Lago Meredith Área de Recreación Nacional (Lake Meredith National Recreation Area). La Vegetación de la meseta Edwards es cedro, mezquite, yuca, cactus y ciprés.

### Grandes Llanuras
Las Grandes Llanuras (Great Plains) son un área de varios miles de kilómetros, que se extiende desde Canadá hasta el centro de Texas a lo largo de las estribaciones de las Montañas Rocosas. En Texas, el Llano Estacado, el Panhandle, la meseta Edwards, la Cuenca Toyah y el Llano Uplift forman parte de esta región. Está entre el escarpe de Caprock y la Falla Balcones, al sureste.
El país de las colinas de Texas (Texas Hill Country) designa una región de colinas que se encuentran a lo largo del escarpe de Balcones; representa una zona de transición entre las Grandes Llanuras y las llanuras costeras. La precipitación es de entre 381 y 787 mm por año. Hay gargantas (cañones de Caprock y Palo Duro). Arbustos, matorrales y pastizales son las principales comunidades de plantas. La mayor concentración de lagos endorreicas del mundo se encuentra en el Altiplano Meridional (Southern High Plains) de Texas y el este de Nuevo México.

### El Oeste de Texas
Texas Oeste u Occidental (West Texas) recibe menos de 300 mm de lluvia por año. Esta región situada al oeste del río Pecos es semiárido y ofrece una amplia variedad de ambientes naturales: dunas de arena, meseta Stockton, desiertos (desierto de Chihuahua), laderas boscosas de las montañas y praderas. Está dominada por las cadenas montañosas y las cuencas situadas en altura.
La región de Trans-Pecos tiene siete picos por encima de 2400 m. Las principales reservas naturales son el Área de Recreación Nacional Amistad, el parque nacional Big Bend, el parque nacional de las Montañas de Guadalupe y el Río Grande Wild y panorámicas del río (Rio Grande Wild and Scenic River). La vegetación está adaptada a la sequía. En altitud, hay bosques de pino, cedro, roble y abeto.

## Paisaje y medio ambiente

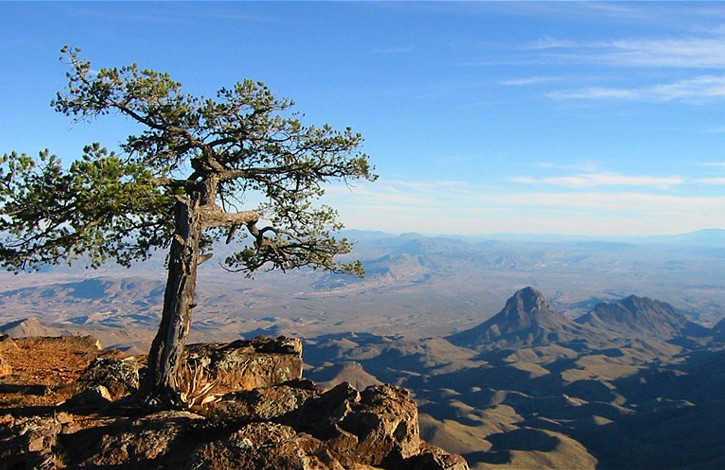
big Bend.

Texas posee paisajes muy diversos, organizados según un gradiente de este a oeste: evolucionan desde las llanuras del Sur profundo a los desiertos del suroeste americano. Los ambientes naturales son de una gran riqueza: bosques subtropicales, praderas, zonas áridas y semiáridas se suceden sobre varios cientos de kilómetros.
Hay dos parques nacionales, que se encuentran en el Oeste (el parque nacional de Guadalupe y el parque nacional de las Montañas de Big Bend). Hay 120 parques estatales que cubren una superficie total de 2450 km².
El estado de Texas cuenta, además, con cinco bosques nacionales: E.O. Siecke (en el condado de Newton), I.D. Fairchild (en el condado de Cherokee), John Henry Kirby Memorial (en el condado de Tyler), Masterson (en el condado de Jasper) y W. Goodrich Jones (en el condado de Montgomery).

## Geografía humana

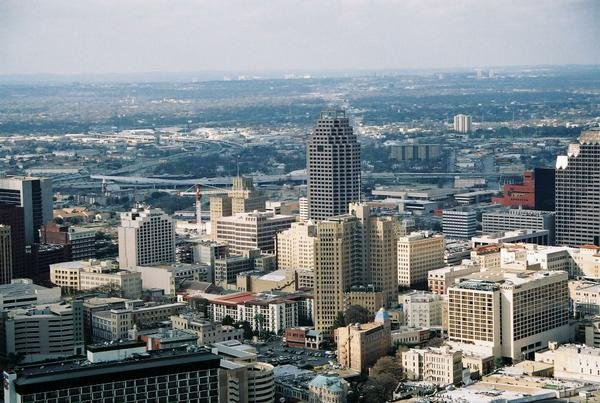
San Antonio.

### Principales ciudades
Las ciudades de Texas se han desarrollado después de la II Guerra Mundial, como en otras regiones del Cinturón del Sol. Si Texas ha sido durante mucho tiempo un estado rural, más del 80% de los texanos residen ahora en una ciudad, convirtiéndole en uno de los estados con la tasa de urbanización más alta de los EE. UU.
En el año 2000, seis ciudades de Texas se han incorporado al grupo de las cidudades que tienen una población superior a los 500 000 habitantes, de las que dos son ciudades globales: Dallas y Houston. Texas tiene un total de 25 áreas metropolitanas, con cuatro poblaciones que superan el 1 millón de habitantes (Dallas-Fort Worth, Houston, San Antonio y Austin) y dos más de 5 millones. Texas tiene el mayor número de ciudades de EE. UU., tres, con una población superior a 1 millón: Dallas, Houston, San Antonio. Estas tres se encuentran entre las 10 ciudades más grandes de los Estados Unidos. Además, Austin, Fort Worth y El Paso y se encuentran entre las 25 ciudades más grandes. Tres carreteras interestatales -I-35, al oeste (Dallas-Fort Worth a San Antonio, con Austin entre ambas); I-45 al este (Dallas a Houston) e I-10, al sur (San Antonio a Houston) constituyen la región del Triángulo Urbano de Texas (Texas Urban Triangle). La región tiene la mayoría de las ciudades y áreas metropolitanas más populosas del estado, así como casi el 75 por ciento de la población total de Texas.
Cuatro áreas metropolitanas de Texas están entre las diez ciudades con mayor crecimiento de la población de los estados Unidos entre julio de 2006 y julio de 2007, y la conglomeración Dallas-Fort Worth ha recibido 162miniatura000 nuevos residentes durante ese periodo, lo que representa el mayor incremento en población de los Estados Unidos.
En contraste con las ciudades, Texas tiene muchas zonas rurales, con asentamientos no incorporados llamado colonias que a menudo carecen de la infraestructura básica y están marcados por la pobreza. En 2007, Texas tenía al menos 2294 colonias, situadas principalmente a lo largo de la frontera con México (2008 kilómetros). Texas tiene la mayor concentración de personas, unas 400 000, que viven en colonias.